# Bianca Balti
Bianca Balti (Lodi, 19 de março de 1984) é uma modelo italiana, foi a cara da marca Dolce & Gabbana e desfilou em 2005 no Victoria's Secret Fashion Show.

## Biografia
É filha de Bruno e Mariabice Marzani, Bianca Balti foi casada com Christian Lucidi, um fotógrafo italiano (se separou em 2010), com quem tem uma filha, Matilde, nascida em 2007. Em 2015 teve sua segunda filha, Mia McRae, com o namorado americano, Matthew McRae. Ela e a modelo Eva Riccobono são amigas. Mora em Nova York.[carece de fontes?]

## Carreira
Já trabalhou com grifes como Roberto Cavalli, Donna Karan, Missoni, Guess, Victoria's Secret, Karl Lagerfeld, Marc Jacobs, Alexander McQueen, Miuccia Prada e Versace, entre outras, mas é mais conhecida no seu trabalho por aparecer nas campanhas da marca italiana Dolce & Gabbana.
Desfilou no Victoria's Secret Fashion Show de 2005 e apareceu nos catálogos da marca.
Substituiu a Angelina Jolie na campanha da marca americana St. John, com as modelos Hilary Rhoda e Caroline Winberg.
Foi capa de diversas revistas de moda pelo mundo, incluindo a Vogue Brasil em agosto de 2012.

## Outros trabalhos
Ela fez parte do filme Go Go Tales de Abel Ferrara (2007), como uma das dançarinas eróticas.
Posou para a Playboy francesa de junho de 2009 e para a versão americana da revista em julho de 2014.